# 中美合作所集中營舊址
中美合作所舊址位於重慶市沙坪坝区磁器口，中華人民共和國政府官方稱之為「『中美合作所』集中營舊址」。但事實上，中美合作所是第二次世界大战中中国和美国军事情报机构（军事委员会调查统计局与海军部情报署）合作建立的战时跨国情报机构，在抗戰勝利后的1946年解散。
1988年1月13日列為第三批全國重點文物保護單位。